# Bành Soái
Bành Soái (tiếng Trung: 彭帅; tiếng Anh: Peng Shuai; sinh 8 tháng 1, 1986) là một vận động viên quần vợt nữ của Trung Quốc. Cô xếp thứ 1 đánh đôi thế giới trong bảng xếp hạng WTA, trở thành vận động viên quần vợt người Trung Quốc đầu tiên giành được thứ hạng này (tính cả nam và nữ, đánh đơn và đánh đôi) vào tháng 2 năm 2014. Cô đứng thứ 14 đơn nữ thế giới vào tháng 8 năm 2011. Bành Soái đã giành được 2 danh hiệu đơn nữ và 22 danh hiệu đôi nữ. Cô đã giành huy chương vàng tại Đại hội Thể thao châu Á 2010 sau khi đánh bại Akgul Amanmuradova trong trận chung kết. Tại Giải quần vợt Wimbledon 2013, Bành đã giành Chức vô địch đôi nữ với Tạ Thục Vi (Hsieh Su-we)) của Đài Loan và một lần nữa chiến thắng Giải Pháp Mở rộng 2014 với Thục Vi. Thành tích tốt nhất của cô tại Giải Grand Slam đơn nữ đạt được tại Giải Mỹ Mở rộng 2014 khi đặt chân vào bán kết, trở thành vận động viên quần vợt Trung Quốc thứ 3 trong lịch sử vào bán kết một giải đấu lớn, sau Zheng Jie và Li Na.
Bành Soái được biết đến là vận động viên chơi được cả hai tay ở hai bên và đánh rất sòng phẳng. Cô đã đánh bại nhiều vận động viên top 10 và top 5 thế giới, bao gồm Anastasia Myskina, Elena Dementieva, Kim Clijsters, Martina Hingis, Amélie Mauresmo, Francesca Schiavone, Jelena Janković, Agnieszka Radwańska, Marion Bartoli và Vera Zvonareva.
Tháng 11 năm 2021, Bành đã cáo buộc cựu Phó Thủ tướng Trung Quốc Trương Cao Lệ tấn công tình dục cô, sau đó cô đột ngột bị cưỡng bức mất tích  trên truyền thông đại chúng và chủ đề này bị chính quyền Trung Quốc kiểm duyệt. Sự biến mất của cô cũng làm dấy lên lo ngại ngày càng tăng trên toàn thế giới về nơi ở và sự an toàn của cô.